# Fortore
El Fortore (en latín, Fertor o Frento) es un río italiano de 110 km de longitud, que recorre las provincias de Campobasso, Benevento y Foggia en la Italia meridional. 
El río nace en las laderas del monte Altieri (888 m s. n. m.) en la vertiente adriática de los Apeninos samnitas, con la confluencia de cuatro arroyos, a 4 km de San Bartolomeo in Galdo: el "Fiumarelle", del territorio del municipio de Roseto Valfortore (FG), el "Foiano" del municipio de Foiano di Val Fortore, el "Montefalcone" de a localidad "Trivolicchio" y el "San Pietro" de la localidad homónima en el territorio del municipio de Montefalcone di Val Fortore.
Desde allí fluye en dirección meridional a través de un valle estrecho y sinuoso. Después de 22 km, cerca de Castelvetere in Val Fortore, sale de la provincia de Benevento. En su curso interior forma el límite entre las provincias de Campobasso y Foggia. El Fortore desemboca en el mar Adriático no lejos del lago de Lesina.